# Francusko-talijanski sporazum o pomorskoj granici
Francusko-talijanski sporazum o pomorskoj granici je ugovor iz 1986. između Francuske i Italije koji razgraničava pomorsku granicu između dviju zemalja u prolazu Bonifacio.
Prolaz Bonifacio odvaja francuski otok Korziku od talijanskog otoka Sardinije. Ugovor je potpisan u Parizu 28. studenoga 1986. godine. Granica utvrđena tekstom ugovora relativno je kratka, samo 40 nautičkih milja i sastoji se od pet pravocrtnih pomorskih segmenata definiranih sa šest pojedinačnih koordinatnih točaka. Dogovorena granica je približna ekvidistantna linija između dva otoka.
Ugovor je stupio na snagu 15. svibnja 1989. nakon što su ga obje zemlje ratificirale. Puni naziv ugovora je Sporazum između Vlade Francuske Republike i Vlade Talijanske Republike o razgraničenju pomorskih granica u području Bonifacijskog tjesnaca.

## Reference
- Anderson, Ewan W. (2003). International Boundaries: A Geopolitical Atlas. Routledge: New York. ISBN 9781579583750; OCLC 54061586
- Charney, Jonathan I., David A. Colson, Robert W. Smith. (2005). International Maritime Boundaries, 5 vols. Hotei Publishing: Leiden. ISBN 9780792311874; ISBN 9789041119544; ISBN 9789041103451; ISBN 9789004144613; ISBN 9789004144798; OCLC 23254092

## Vanjske poveznice
- (engl.)Full text of agreement